# Marco Ziem
Marco Ziem (* 25. November 1966 in Brandenburg (Havel); † 28. September 2013 ebenda) war ein deutscher Fußballspieler. In der höchsten Spielklasse des DDR-Fußballs, der Oberliga, spielte er für die BSG Stahl Brandenburg und den Nachfolger BSV Stahl.

## Sportliche Laufbahn
Ziem zählte 1984/85 zum Kader der Juniorenoberligamannschaft der BSG Stahl Brandenburg. Nachdem er für den Männerbereich spielberechtigt geworden war, wechselte er zur Saison 1985/86 in die zweitklassige Liga zur BSG Motor Babelsberg. Dort bestritt er fünf Begegnungen, bevor er 1986 zum Wehrdienst in die NVA eingezogen wurde.
In dieser Zeit erhielt er die Gelegenheit, bei einer Gemeinschaft der Armeesportvereinigung Vorwärts, der ASG Vorwärts Dessau, weiterhin in der Zweitklassigkeit des DDR-Fußballs spielen zu können. Dort wurde er 1986/87 in 18 Punktspielen eingesetzt (ein Tor) und absolvierte in der Spielzeit 1987/88 elf Partien. Im Sommer 1988 zählte er noch zum Kader der Armee-Elf kam aber nicht mehr zum Einsatz und lief ab November 1988 in der Liga für die BSG Motor Ludwigsfelde auf. Nachdem er 1988/89 in zwölf Punktespielen eingesetzt worden war, wurde Ziem in der Hinrunde der Spielzeit 1989/90 achtmal aufgeboten.
Zum Jahreswechsel 1989/90 verpflichte seine frühere Gemeinschaft aus Brandenburg Ziem für die Oberligamannschaft. In dieser wurde er für die BSG Stahl bis zum Ende der Saison 1989/90 in zwei Punktspielen als Einwechselspieler auf das Feld geschickt. Er debütierte am 21. Spieltag, ausgetragen am 21. April 1990, bei einem Heimremis gegen den amtierenden DDR-Meister Dynamo Dresden. Trainer Eckhard Düwiger schickte den Novizen beim Stand von 2:2, der auch das Endresultat darstellte, in der 68. Minute für Falk Zschiedrich in die Partie.
Der im Mai 1990 aus der Betriebssportgemeinschaft heraus gegründete Verein BSV Stahl Brandenburg übernahm Ziem und setzte ihn an den Spieltagen Nr. 6 und 7 der letzten eigenständigen Saison des ostdeutschen Erstligafußballs als Abwehrspieler ein. Als Stahl für die Premierensaison der nunmehr gesamtdeutschen 2. Bundesliga im Sommer 1991 im Profifußball ankam, gehörte Ziem nicht mehr zum Aufgebot und trat nie wieder in höheren Ligen in Erscheinung.